# Bruno Hébert
Pour les articles homonymes, voir Hébert.
Bruno Hébert né en 1958 à Montréal, est un écrivain et un acteur québécois. Il a notamment écrit le roman C'est pas moi, je le jure !, adapté au cinéma par Philippe Falardeau en 2008.

## Biographie
En 1979, il s'inscrit à la faculté des études françaises à l'Université de Montréal. Il vit de 1989 à 1991 à Paris où il suit une formation en art dramatique au cours Florent. Comédien, il joue surtout au théâtre, notamment dans les pièces Fool for Love de Sam Shepard, Les Liaisons dangereuses de Christopher Hampton, d'après de roman de Choderlos de Laclos et La Mort de Danton de Georg Büchner.
Comme romancier, il obtient en 1997 un gros succès critique et public, avec C'est pas moi, je le jure !, couronné par le Prix des libraires du Québec 1998.

## Œuvre

### Romans
- C'est pas moi, je le jure ! (1997)
- Alice court avec René (2000)
- Le Jeu de l'épave (2005)

## Adaptation cinématographique
- 2008 : C'est pas moi, je le jure !, film québécois réalisé par Philippe Falardeau, adaptation des romans C’est pas moi, je le jure ! et Alice court avec René

## Honneurs
- Prix des libraires du Québec (1998), C'est pas moi, je le jure !